# John Dyrby Paulsen
John Dyrby Paulsen (nascido em 12 de julho de 1963) é um político dinamarquês. Ele é membro do partido social-democrata e é o actual prefeito do município de Slagelse. Ele foi eleito prefeito após as eleições municipais dinamarquesas de 2017, embora esteja no conselho municipal desde 2014. Antes disso, ele fez parte do Folketing em dois círculos eleitorais diferentes de 2006 a 2015. Ele também actuou como membro temporário do parlamento duas vezes, o primeiro período entre 10 de março de 2005 a 30 de abril de 2005 e o segundo período entre 6 de setembro de 2005 a 6 de fevereiro de 2006. Ele também fez parte do conselho municipal do agora extinto Município de Korsør entre 1998 e 2005.